# 宮武俊
宮武 俊（みやたけ すぐる、1991年5月24日 - ）は、日本のプロレスラー。

## 経歴
2013年
- 「入門テストなし、即採用となる練習生募集」の発表[1]を見てDDTに入門。シティテレビ中野(現・JCNシティテレビ中野)で放送されていた中継番組を見た事がDDTに興味を持ったきっかけ。
- 7月、全日本プロレスの2013 サマーアクションシリーズに帯同。

2014年
- 3月16日、小山大会にて、伊橋剛太の急病による欠場に伴い、急遽平田一喜とのエキシビションマッチが組まれた。宮武はギブアップするが、鶴見亜門GMから健闘を称えられ、3月21日後楽園大会のダークマッチで同期の勝俣瞬馬との練習生エキシビションマッチが行われる事が決定。結果を残した方が先にデビューできるかもしれないとの事。
- 3月21日、後楽園大会[2]にて、勝俣との練習生エキシビションマッチで引き分けとなり、亜門GMからは勝俣の4月29日後楽園大会でのデビュー戦が発表されるが、宮武のデビュー戦の発表はなし。
- 7月12日、えすぽわーる伊佐沼大会にて、半年前に足を骨折し入院中にトレーニングをした所、第三、第四腰椎分離骨折し、欠場している事を報告。
- 7月27日、新木場大会[3]にて、DDTドラマティック総選挙2014に練習生として宮武の初エントリーが発表され、新潟プロレスのスーパー・ササダンゴ・マシンとチーム・モラトリアムズ結成が決まった。
- 9月28日、後楽園大会[4]にて、鶴見亜門GMから宮武、岩崎孝樹、梅田公太、中津良太、樋口和貞の練習生5人、勝俣瞬馬、ユニオンプロレスの河村知哉、沖縄で修行中の鈴木大の若手選手が主人公となる新プロジェクト『DDT NEW ATTITUDE』（DNA）を起ち上げ、2014年11月28日北沢タウンホールで旗揚げ戦が行われる事が発表された。
- 10月1日、新宿FACE大会にて、DDTドラマティック総選挙2014の結果発表大会が行われ、個人部門では惜しくも選抜入りを逃すが、ユニット部門では最下位はユニット解散との条件があったが、252票を集め11位中9位となり、チーム・モラトリアムズの解散は免れる（解散は豚ing）。
- 11月28日、DDT NEW ATTITUDE北沢大会にて、岩崎孝樹戦でデビュー。
- 12月23日、ケニー・オメガの新日本プロレス移籍で飯伏幸太と佐々木大輔の二人だけになっているゴールデン☆ストームライダーズ新メンバー最終オーディションに試合では飯伏のシットダウン式ラストライドで敗れ伊橋剛太が一人残りになるものの飯伏が試合前から入れることを決めていたため新メンバーとなり散々嫌われまくっていたGMからも祝福され宮武は「生き別れになった家族に伝えたいです……」と言い残した。

2015年
- 1月3日、後楽園ホール大会にて、KO-D6人タッグ王座に初挑戦。墨汁とプロテインを調合するなどバラモン兄弟なみの狂った行動を見せるもタイトル初戴冠にはならなかった。
- 2月21日、新宿大会で伊橋剛太の持つキング・オブ・ダーク王座に挑戦してハートアタックで勝利し戴冠を免れた。
- 6月6日、春日部大会で再びキング・オブ・ダーク王座に挑戦し敗北、長期政権となっていた伊橋からベルトが移動。しかし8日後の大阪大会で即伊橋に移動。
- 2015年下半期は、佐々木大輔が飼い主でリード（犬の首輪）を付けた最強の人間凶器「みやた犬」として暴れたり、コスチュームを脱いでTバッグ姿になるなど、次の中澤マイケルと期待される活躍を見せる。実際に中澤マイケルに憧れて入団した経緯もある。しかしマイケルと海外移住前にシングルを行ってベノムアームの継承を要求されたが断っている。

2016年
- 1月10日、大阪大会のタッグマッチで負傷。右肩鎖関節脱臼の診断により長期欠場となった。

2017年
- 欠場期間中にパソコン関係の会社に正社員として就職したことを明かす[5]。主にプログラミング業務を行なっている。
- 3月20日、DDTさいたまスーパーアリーナ大会でともに欠場中の梅田公太と挨拶を行う予定だったがインフルエンザにかかってしまったため欠席した。
- 12月30日、ユニット主催興行「DAMNATION不法集会vol.2」後楽園ホール大会に前説として登場。

2018年
- 3月いっぱいで選手所属契約を更新せず、退団。[6]。

## 得意技
- ボディースラム
- ハートアタック（スピアー）

## タイトル歴
- キング・オブ・ダーク王座（第2代）

## 入場テーマ曲
- 「ガールズ・ジャスト・ワナ・ハヴ・ファン 」シンディ・ローパー

## 人物・エピソード
- 目指すレスラー像はアルティメット・ウォリアー
- 好きな有名人はバリー・ボンズで好きなアーティストはSuperfly、長渕剛
- 好きな食べ物はおにぎり(梅、しゃけ、明太子)、ハーゲンダッツ
- 好きな飲み物はブラックアウト
- 趣味は競馬、パチンコ、お風呂に入ること
- 高校時代はアメリカンフットボールをしていた。
- 宮武の一家は現在一家離散状態でその時家族の共通点がプロレスを見ているということで「もう一度家族が集まれるのではないか」との期待でDDTに入った経緯がある。実際に父親と母親からはメールで連絡が来たほか妹とは直接再会している。